# 9323 Hirohisasato
9323 Hirohisasato è un asteroide della fascia principale. Scoperto nel 1989, presenta un'orbita caratterizzata da un semiasse maggiore pari a 2,3732348 UA e da un'eccentricità di 0,1701964, inclinata di 5,50186° rispetto all'eclittica.